# Agujjim
El agujjim o agwijjim es una variedad de jjim o plato al vapor coreano hecho con agwi (아귀, rape boca negra) que se originó en la ciudad de Masan, Gyeongsang del Sur. El plato se condimentad con guindilla molida, doenjang, ganjang (salsa de soja coreana), ajo picado y cebolleta troceada para hacerlo picante. Sin embargo, otros ingredientes como mideodeok (미더덕, Styela clava), kongnamul (brotes de soja) y minari (미나리, collalba) también juegan un papel importante en darle al agujjim un sabor refrescante y fragante.
En el agujjim tradicional de Masan se usa agwi secado entre 15 y 30 días, y luego marinado con condimentos, mientras en otras regiones se usa agwi fresco al que se le han retirado los órganos internos. Hasta los años 1904, el pescado no se comía con frecuencia y a menudo se desechaba debido a su mal aspecto y su bajo valor comercial. Sin embargo, a medida que el pescado empezó a escasear a finales del siglo XX, la recién descubierta delicia comenzó a hacerse popular. El pescado es una excelente fuente de proteína y tiene un sabor rico además de una textura agradable, lo que ayuda a su popularidad.
Los pescadores pedían a los cocineros de seonsuljip (선술집, taberna económica para beber) que hicieran un anju adecuado con agwi, y así se creó el agujjim. Desde entonces, el agujjim ha sido considerado una especialidad local de Masan, especialmente en Odong-dong, uno de los vecindarios de la ciudad, y ha recibido el favor de gente de todo el país.
Además, Seúl tiene dos calles de agujjim famosas, en Sinsa-dong y en el distrito de Jongno. El plato es uno de los jjim favoritos que se comen con un cuenco de arroz cocinado. El agujjim es también un anju (plato para acompañar las bebidas alcohólicas) popular en Corea del Sur, y especialmente bueno con soju.